# سمك شوب الجلد الجنوبي
سمك شوب الجلد الجنوبي (الاسم العلمي: Lepidomeda aliciae) هو نوع من أسماك المياه العذبة ذات الزعانف من عائلة الشَبّوطيات. وهو سَمَك مستوطن في ولاية يوتا في الولايات المتحدة. تتواجد في البرك بطيئة التدفق والمياه الراكدة، وعادة ما تكون فوق مراكز تتكون من الطين أو الرمل والجداول والأنهار الصغيرة أو المتوسطة الحجم. تَمَّ العثور على هذا النوع على الحدود الجنوبية الشرقية لبحيرة بونفيل [الإنجليزية]. تم تسجيله من نهر فورك الأمريكي [الإنجليزية] ونهر بروفو [الإنجليزية] ونهر فورك الإسباني [الإنجليزية] وبحيرة يوتا [الإنجليزية] ونهر سان بيتش [الإنجليزية] ونهر بيفر (يوتا) [الإنجليزية] ونهر سيفر [الإنجليزية]، (يَبدو أنه قد انقرض الآن من نهر بروفو في بحيرة يوتا ونهر بيفر). وهي مهددة بتفتت مواقع انتشارها بسبب استخراج المياه للري، وبناء السدود، والتحضر، والممارسات الزراعية السيئة. كما أنها مهددة من خلال تعرضها الافتراضي من قِبَل الأسماك المفترسة مثل السمك المُرقط البني.

## طالع أيضًا
- سمك شوب الجلد الشمالي